# Cratere Mastung
Mastung è un cratere sulla superficie di Marte.